# فوکر اس.۲
فوکر اس.۲ (انگلیسی: Fokker S.II) یک هواپیمای ساخت فوکر است .  